# 187P/LINEAR
Комета LINEAR 4 (187P/LINEAR) — слабая короткопериодическая комета из семейства Юпитера, которая была обнаружена в начале июня, на снимках, полученных 12 мая 1999 года американскими астрономами в рамках проекта LINEAR. Она была описана как звёздоподобный объект 19,0 m звёздной величины. Повторные наблюдения, проведённые 12 и 14 июня, позволили разглядеть у кометы слабую кому в 12 " угловых секунд в поперечнике. Комета обладает коротким периодом обращения вокруг Солнца — чуть более 9,5 лет.

Орбита кометы LINEAR 4 и её положение в Солнечной системе

## История наблюдений
Период наблюдения кометы в 1999 году был очень коротким и продолжался лишь с 12 мая по 14 июня, за который было проведено 41 измерение положения кометы. Тем не менее, на основании этих данных британскому астроному Брайану Марсдену удалось рассчитать орбиту кометы достаточно точно, чтобы в следующее своё возвращение она была обнаружена почти за год до прохождения перигелия. Американский астроном Эрик Кристенсен обнаружил её в ночь с 9 на 10 марта. Текущее положение кометы указывало на необходимость корректировки её орбиты всего на -0,8 суток. 
При этом яркость кометы, против ожиданий, оказалась на две звёздные величины ниже расчётной — всего 21,2 m. Расчёты японского астронома Кадзуо Киноситы показали, что с 1952 года перигелийное расстояние почти постоянно оставалось в пределах 3,6 - 3,7 а.е., а следовательно, и яркость кометы также должна была оставаться стабильной. Это обстоятельство, а также быстрое ослабление кометы в 1999 году, хотя согласно расчётам она должна была сохранять свою яркость и на протяжении 2000 года, заставляет сделать вывод о том, что наблюдаемая в год открытия магнитуда кометы, была обусловлена кратковременной вспышкой яркости.

### Сближения с планетами
В течение XX и XXI века комета лишь однажды подойдёт к Юпитеру ближе, чем на 1 а. е.
- 0,35 а. е. от Юпитера 19 января 2073 года.